# Discografia dei Lady A
La discografia dei Lady A è composta da quattro album in studio,di cui uno natalizio, e due EP. I tre componenti del gruppo, Hillary Scott, Charles Kelley e Dave Haywood, sono compositori o co-compositori delle tracce dei loro album. Hanno raggiunto la notorietà internazionale grazie al singolo Need You Now, contenuto nell'album omonimo, che ha raggiunto la top ten di numerosi Paesi.

## Album

### Album in studio
| Anno | Album | Posizione massima | Posizione massima | Posizione massima | Posizione massima | Posizione massima | Posizione massima | Posizione massima | Posizione massima | Posizione massima | Posizione massima | Posizione massima | Posizione massima | Posizione massima | Posizione massima | Certificazioni                                                   |
| Anno | Album | US                | AUS               | AUT               | DAN               | CAN               | FRA               | GER               | NDL               | NOR               | NZL               | SPA               | SWE               | SWI               | UK                | Certificazioni                                                   |
| ---- | --- | ----------------- | ----------------- | ----------------- | ----------------- | ----------------- | ----------------- | ----------------- | ----------------- | ----------------- | ----------------- | ----------------- | ----------------- | ----------------- | ----------------- | ---------------------------------------------------------------- |
| 2008 | Lady Antebellum - Pubblicato: 15 aprile 2008 - Etichetta: Capitol Nashville - Formato: CD, download digitale  | 4                 | —                 | —                 | —                 | —                 | —                 | —                 | —                 | —                 | —                 | —                 | —                 | —                 | —                 | - CAN: Platino - US: 2× Platino                                  |
| 2010 | Need You Now - Pubblicato: 26 gennaio 2010 - Etichetta: Capitol Nashville - Formato: CD, download digitale    | 1                 | 5                 | 10                | —                 | 1                 | 19                | 24                | 4                 | 31                | 1                 | 22                | 21                | 10                | 8                 | - AUS: Platino - CAN: 3× Platino - NZL: Platino - US: 4× Platino |
| 2011 | Own the Night - Pubblicato: 13 settembre 2011 - Etichetta: Capitol Nashville - Formato: CD, download digitale | 1                 | 5                 | 38                | 26                | 1                 | 69                | 52                | 25                | 28                | 2                 | 77                | 39                | 8                 | 4                 | - AUS: Oro - CAN: Platino - US: Platino                          |
| 2013 | Golden - Pubblicato: 2013 - Etichetta: Capitol Nashville - Formato: CD, download digitale                     | 1                 | 8                 | -                 | —                 | 2                 | -                 | -                 | 78                | -                 | 26                | -                 | -                 | 36                | 7                 |                                                                  |
| 2014 | 747 - Pubblicato: 2014 - Etichetta: Capitol Nashville - Formato: CD, download digitale                        | TBA               | TBA               | TBA               | TBA               | TBA               | TBA               | TBA               | TBA               | TBA               | TBA               | TBA               | TBA               | TBA               | TBA               | TBA                                                              |

### Album natalizi
| Anno | Album | Posizione massima | Posizione massima | Posizione massima | Posizione massima | Dettagli |
| Anno | Album | US                | US Country        | US Holiday        | CAN               | Dettagli |
| ---- | --- | ----------------- | ----------------- | ----------------- | ----------------- | --- |
| 2010 | A Merry Little Christmas - Pubblicato: 12 ottobre 2010 - Etichetta: Capitol Nashville - Formato: CD, download digitale | 12                | 4                 | 1                 | —                 | EP natalizio contenente cinque brani classici natalizi e l'inedito On This Winter's Night.                                                   |
| 2012 | On This Winter's Night - Pubblicato: 22 ottobre 2012 - Etichetta: Capitol Nahville - Formato: CD, download digitale    | 8                 | 2                 | 1                 | 5                 | Album in studio a tema natalizio che contiene tutti e sei i brani di A Merry Little Christmas più altri sei brani classici a tema natalizio. |

## Singoli
| Anno | Singolo                    | Posizioni massime | Posizioni massime | Posizioni massime | Posizioni massime | Posizioni massime | Posizioni massime | Posizioni massime | Posizioni massime | Posizioni massime | Posizioni massime | Posizioni massime | Posizioni massime | Posizioni massime | Posizioni massime | Album           |
| Anno | Singolo                    | US                | US country        | AUS               | AUT               | CAN               | DAN               | FRA               | GER               | NDL               | NOR               | NZL               | SWE               | SWI               | UK                | Album           |
| ---- | -------------------------- | ----------------- | ----------------- | ----------------- | ----------------- | ----------------- | ----------------- | ----------------- | ----------------- | ----------------- | ----------------- | ----------------- | ----------------- | ----------------- | ----------------- | --------------- |
| 2007 | Love Don't Live Here       | 53                | 3                 | —                 | —                 | 69                | —                 | —                 | —                 | —                 | —                 | —                 | —                 | —                 | —                 | Lady Antebellum |
| 2008 | Lookin' for a Good Time    | 67                | 11                | —                 | —                 | —                 | —                 | —                 | —                 | —                 | —                 | —                 | —                 | —                 | —                 | Lady Antebellum |
| 2009 | I Run to You               | 27                | 1                 | —                 | —                 | 54                | —                 | —                 | —                 | —                 | —                 | —                 | —                 | —                 | —                 | Lady Antebellum |
| 2009 | Need You Now               | 2                 | 1                 | 27                | 18                | 2                 | 17                | 56                | 32                | 7                 | 8                 | 5                 | 13                | 11                | 15                | Need You Now    |
| 2010 | American Honey             | 25                | 1                 | —                 | —                 | 50                | —                 | —                 | —                 | —                 | —                 | —                 | —                 | —                 | —                 | Need You Now    |
| 2010 | Our Kind of Love           | 51                | 1                 | —                 | —                 | 61                | —                 | —                 | —                 | —                 | —                 | —                 | —                 | —                 | —                 | Need You Now    |
| 2010 | Hello World                | 58                | 6                 | —                 | —                 | 70                | —                 | —                 | —                 | —                 | —                 | —                 | —                 | —                 | —                 | Need You Now    |
| 2011 | Just a Kiss                | 7                 | 1                 | —                 | —                 | 13                | —                 | —                 | —                 | 91                | —                 | —                 | —                 | —                 | 78                | Own the Night   |
| 2011 | We Owned the Night         | 31                | 1                 | —                 | —                 | 29                | —                 | —                 | —                 | —                 | —                 | —                 | —                 | —                 | —                 | Own the Night   |
| 2011 | Dancin' Away with My Heart | 46                | 2                 | —                 | —                 | 65                | —                 | —                 | —                 | —                 | —                 | —                 | —                 | —                 | —                 | Own the Night   |
| 2012 | Wanted You More            | 34                | 20                | —                 | —                 | 59                | —                 | —                 | —                 | —                 | —                 | —                 | —                 | —                 | —                 | Own the Night   |
| 2013 | Downtown                   | 29                | 2                 | —                 | —                 | 26                | —                 | —                 | —                 | —                 | —                 | —                 | —                 | —                 | —                 | Golden          |
| 2013 | Goodbye Town               | 86                | 24                | —                 | —                 | 77                | —                 | —                 | —                 | —                 | —                 | —                 | —                 | —                 | —                 |                 |
| 2013 | Compass                    | 46                | 6                 | —                 | —                 | 51                | —                 | —                 | —                 | —                 | —                 | —                 | —                 | —                 | —                 |                 |
| 2014 | Bartender                  | 31                | 4                 | —                 | —                 | 29                | —                 | —                 | —                 | —                 | —                 | —                 | —                 | —                 | —                 | 747             |

### Singoli promozionali
| Anno | Singolo                 | Posizioni massime | Posizioni massime | Posizioni massime | Posizioni massime | Posizioni massime | Posizioni massime | Posizioni massime | Posizioni massime | Posizioni massime | Posizioni massime | Posizioni massime | Posizioni massime | Posizioni massime | Posizioni massime | Album        |        |
| Anno | Singolo                 | US                | US country        | AUS               | AUT               | CAN               | DAN               | FRA               | GER               | NDL               | NOR               | NZL               | SWE               | SWI               | UK                | Album        |        |
| ---- | ----------------------- | ----------------- | ----------------- | ----------------- | ----------------- | ----------------- | ----------------- | ----------------- | ----------------- | ----------------- | ----------------- | ----------------- | ----------------- | ----------------- | ----------------- | ------------ | ------ |
| 2008 | Baby, It's Cold Outside | —                 | —                 | —                 | —                 | —                 | —                 | —                 | —                 | —                 | —                 | —                 | —                 | —                 | —                 |              |        |
| 2008 | I Was Here              | —                 | —                 | —                 | —                 | —                 | —                 | —                 | —                 | —                 | —                 | —                 | —                 | —                 | —                 | Act of Valor |        |
| 2013 | Golden                  | —                 | 50                | —                 | —                 | —                 | —                 | —                 | —                 | —                 | —                 | —                 | —                 | —                 | —                 |              | Golden |